# Floating into the Night
Floating into the Night (с англ. — «Плывущая в ночи») — дебютный студийный альбом американской певицы Джули Круз, выпущенный в 1989 году на лейбле Warner Bros. Records. Все песни на альбоме принадлежат авторству Дэвида Линча и Анджело Бадаламенти, они же стали продюсерами альбома. Композиции из этого альбома были включены в такие проекты Линча как «Синий бархат», «Индустриальная симфония №1: Сон девушки с разбитым сердцем» и «Твин Пикс».

## Список композиций
| №                   | Название                       | Длительность |
| ------------------- | ------------------------------ | ------------ |
| 1.                  | «Floating»                     | 4:51         |
| 2.                  | «Falling»                      | 5:45         |
| 3.                  | «I Remember»                   | 4:11         |
| 4.                  | «Rockin’ Back Inside My Heart» | 5:45         |
| 5.                  | «Mysteries of Love»            | 4:27         |
| 6.                  | «Into the Night»               | 4:42         |
| 7.                  | «I Float Alone»                | 4:33         |
| 8.                  | «The Nightingale»              | 4:54         |
| 9.                  | «The Swan»                     | 2:28         |
| 10.                 | «The World Spins»              | 6:38         |
| Общая длительность: | Общая длительность:            | 47:56        |

## Чарты
| Чарт (1990-91)             | Пиковая позиция |
| -------------------------- | --------------- |
| Австралия (ARIA)           | 21              |
| Новая Зеландия (RIANZ)     | 11              |
| Швеция (Sverigetopplistan) | 36              |
| США (Billboard 200)        | 74              |

## Сертификации и продажи
| Регион | Сертификация | Продажи |
| --- | ------------ | ------- |
| Великобритания (BPI) | Серебряный   | 60 000^ |
| * Данные о продажах приведены только на основе сертификации. ^ Данные о тиражах приведены только на основе сертификации. |              |         |